# Ескино (Любимский район)
Ескино — деревня в Любимском районе Ярославской области.
С точки зрения административно-территориального устройства относится к Осецкому сельскому округу. С точки зрения муниципального устройства входит в состав Осецкого сельского поселения.

## География
Расположена в 29 км на юго-запад от райцентра города Любим.

## История
В конце XIX — начале XX века деревня входила в состав Осецкой волости, позже являлась центром Ескинской волости Любимского уезда Ярославской губернии.
С 1929 года деревня являлась центром Ескинского сельсовета Любимского района, с 1954 года — в составе Лисинского сельсовета, с 1957 года — в составе Филипповского сельсовета, с 2005 года — в составе Осецкого сельского поселения.

## Население
| 1859 | 1914 | 2002 | 2007 | 2010 |
| ---- | ---- | ---- | ---- | ---- |
| 77   | ↗100 | ↘5   | ↘0   | →0   |